# سانچو پانزا

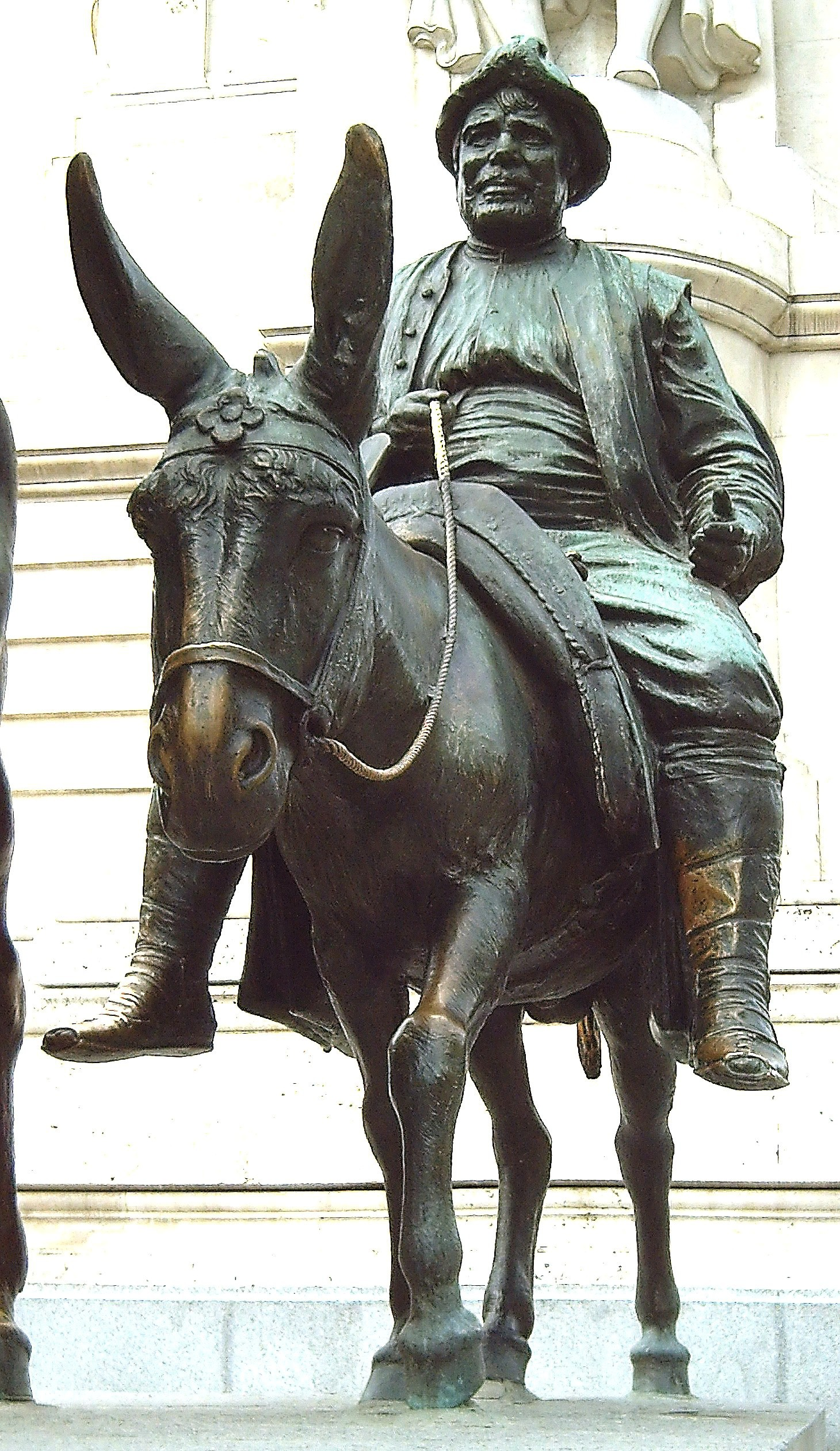
تندیس سانچو پانزا در مادرید.

سانچو پانزا (به اسپانیایی: Sancho Panza) نام ملازم و همراه روستایی دن کیشوت در رمانی به همین نام اثر نویسنده اسپانیایی میگل د سروانتس (۱۵۴۷- ۱۶۱۶) است.
در برخی از ترجمه‌ها، (از روی تلفظ فرانسوی)، سانکو پانزا نوشته شده‌است.

## مشخصات و خصوصیات
وی کوتاه قد و چاق می‌باشد. پرخوری و استفاده از ضرب‌المثلهای بجا از دیگر خصوصیات اوست. او در عین حال که ترسوست وفادار به ارباب خود نیز می‌باشد.

## شخصیت سینمایی
سانچو در فیلم‌های سینمایی زیادی توسط افراد مختلف به نمایش درآمده‌است که از مهم‌ترین آنها می‌توان به دن کیشوت اثر اورسن ولز در وبگاه IMDb اشاره کرد.